# Communauté de communes du Pithiverais (CCDP)
Ne pas confondre avec la Communauté de communes du Pithiverais-Gâtinais dont le siège est à Beaune-la-Rolande
La communauté de communes du Pithiverais est une communauté de communes française, située dans le département du Loiret en région Centre-Val de Loire. Elle a été créée le 1er janvier 2017 et est issue de la fusion de la communauté de communes de Beauce et du Gâtinais, de la communauté de communes Le Cœur du Pithiverais et de la Communauté de communes du Plateau Beauceron. Elle regroupe 31 communes et environ 29 000 habitants. Les communes concernées partagent un certain nombre de compétences. Son siège se trouve à Pithiviers-le-Vieil.

## Histoire
Dans une tribune publiée le 2 juin 2014, le Président François Hollande annonce que les intercommunalités disposant de « moyens trop faibles pour porter des projets », devront regrouper au moins 15 000 habitants à partir du 1er janvier 2017, contre 5 000 auparavant. De fait le titre II (articles 33 à 38) de la Loi portant nouvelle organisation territoriale de la République, promulguée le 8 août 2015, est consacré à l’intercommunalité : « Des intercommunalités renforcées ». Il fixe un objectif de refonte du schéma départemental de coopération intercommunale (arrêté pour le Loiret le 26 décembre 2011) en tenant compte de ce seuil de 15 000 habitants. Ce seuil, sans pouvoir être inférieur à 5 000 habitants, peut être adapté :
- pour les EPCI ayant une densité de population inférieure à la moitié de la densité nationale au sein d’un département ayant une densité inférieure à la densité nationale (103,4 hab/km2).
- pour les EPCI dont la densité démographique est inférieure à 30 % de la densité nationale (103,4 hab/km2).

Le Schéma départemental de coopération intercommunale du Loiret est arrêté sur ces bases le 30 mars 2016. Sur les 31 communes constituant le regroupement de la communauté de communes de Beauce et du Gâtinais, de la communauté de communes Le Cœur du Pithiverais et de la Communauté de communes du Plateau Beauceron, 6 émettent un avis défavorable (Audeville, Escrennes, Estouy, Morville-en-Beauce, Pithiviers soit 10 655 habitants sur les 29 027 du groupement). Toutefois l'accord des communes sur la fusion proposée ayant été exprimé par la moitié au moins des conseils municipaux concernés, représentant la moitié au moins de la population totale du groupement, la fusion est prononcée par arrêté du 29 août 2016 avec effet au 1er janvier 2017.

## Géographie

### Géographie physique
Située au nord du département du Loiret, la communauté de communes du Pithiverais regroupe 31 communes et présente une superficie de 490,5 km2. Elle est située à une quarantaine de kilomètres au nord d'Orléans et à quatre-vingt kilomètres au sud de Paris, entre les régions naturelles de la Beauce et du Gâtinais, dans la vallée de l'Essonne.

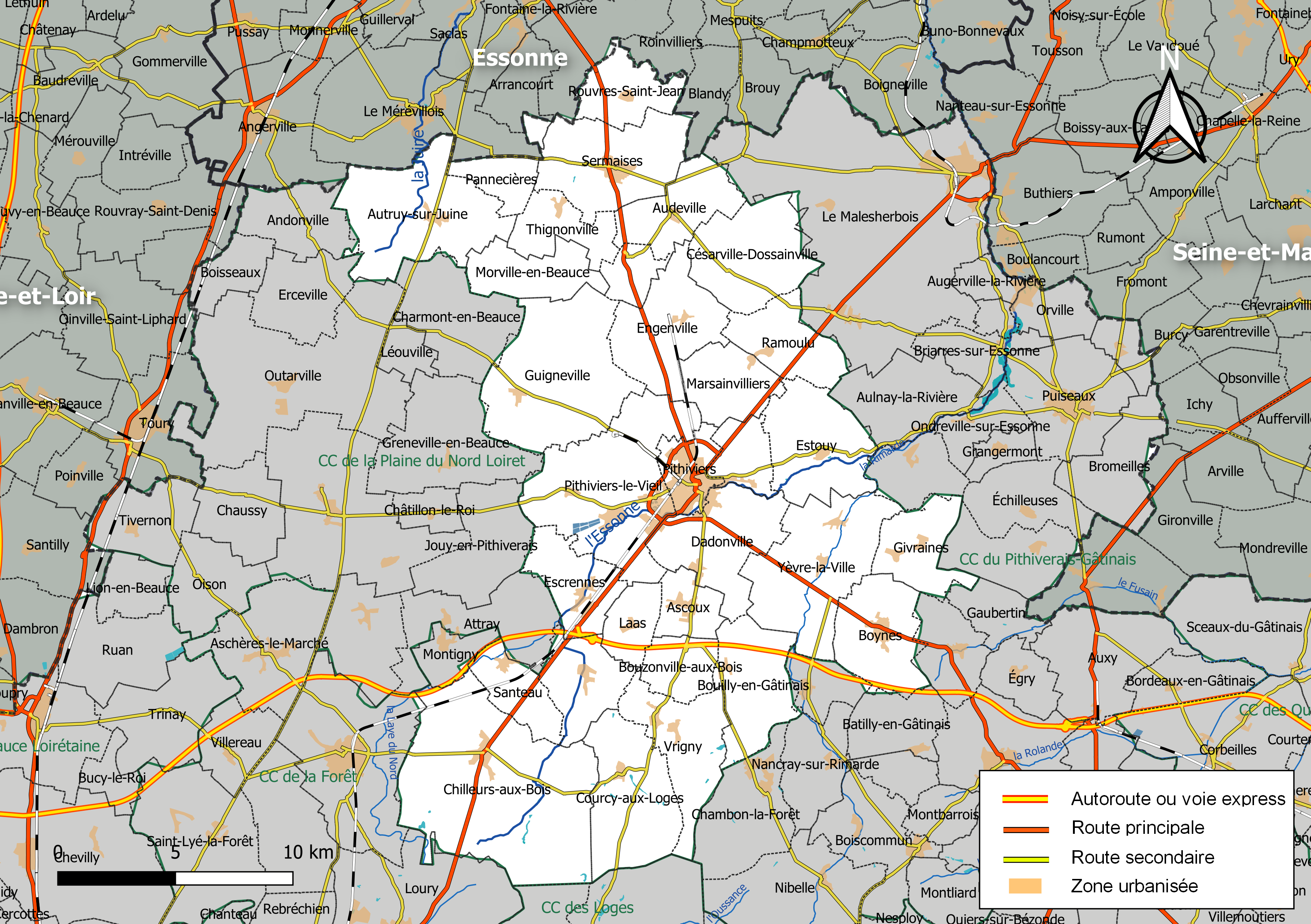
Carte de la communauté de communes du Pithiverais au 1er janvier 2019.

### Composition

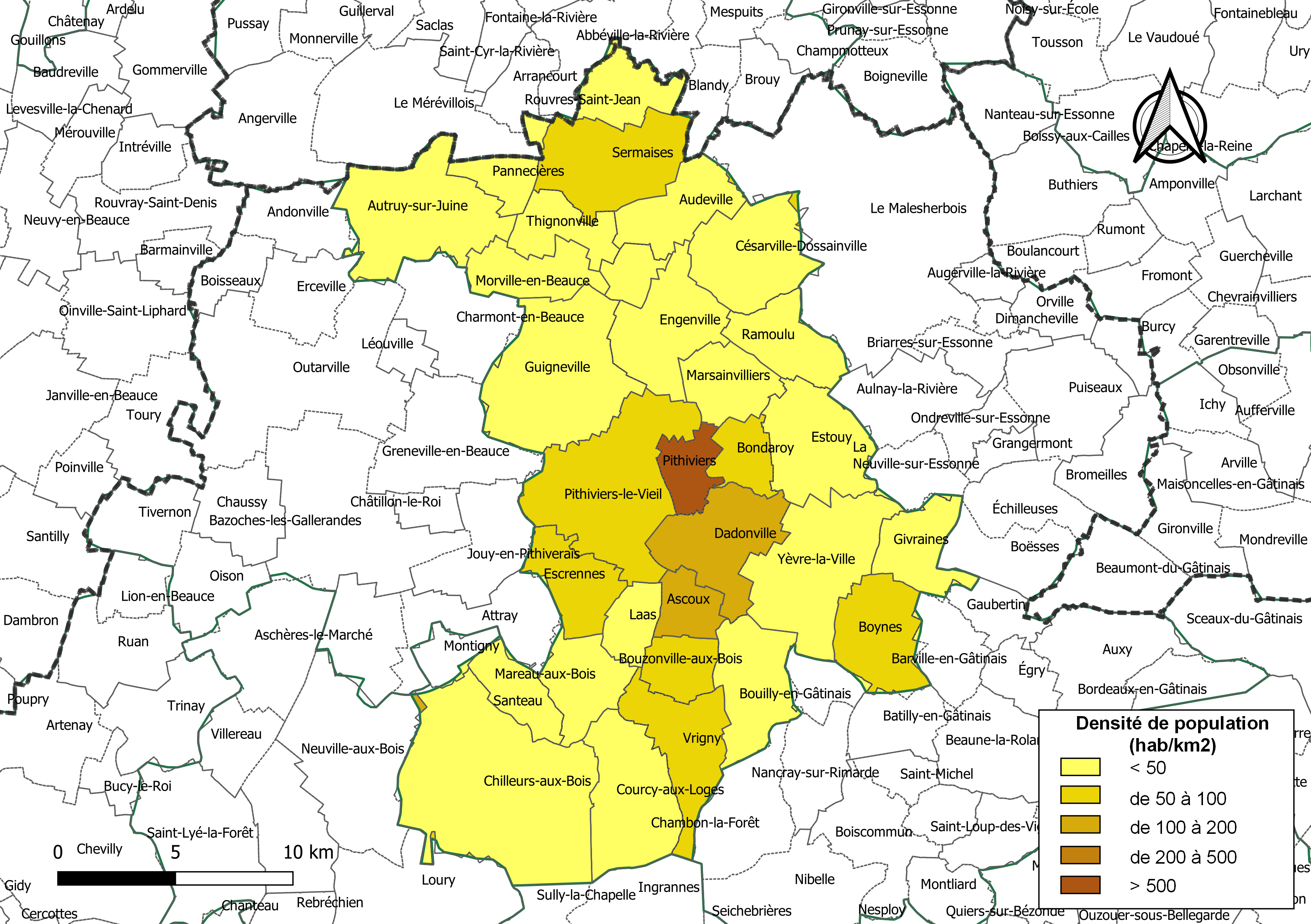
Carte des densités de population (millésimée 2016) des communes de la communauté de communes du Pithiverais. Composition en communes au 1er janvier 2019.

La communauté de communes est composée des 31 communes suivantes :
| Nom                         | Code Insee | Gentilé                     | Superficie (km2) | Population (dernière pop. légale) | Densité (hab./km2) |
| --------------------------- | ---------- | --------------------------- | ---------------- | --------------------------------- | ------------------ |
| Pithiviers-le-Vieil (siège) | 45253      | Pithivériens                | 33,68            | 1 729 (2022)                      | 51                 |
| Ascoux                      | 45010      | Ansculfussiens              | 6,75             | 1 070 (2022)                      | 159                |
| Audeville                   | 45012      | Audevillois                 | 12,71            | 180 (2022)                        | 14                 |
| Autruy-sur-Juine            | 45015      | Altraciens                  | 27,11            | 729 (2022)                        | 27                 |
| Bondaroy                    | 45038      | Bondarais                   | 6,94             | 414 (2022)                        | 60                 |
| Bouilly-en-Gâtinais         | 45045      | Bouillerins                 | 15,96            | 307 (2022)                        | 19                 |
| Bouzonville-aux-Bois        | 45047      | Bouzonvillois               | 7,54             | 419 (2022)                        | 56                 |
| Boynes                      | 45050      | Boynots                     | 15,43            | 1 323 (2022)                      | 86                 |
| Césarville-Dossainville     | 45065      | Césarvillois-Dossainvillois | 19,06            | 222 (2022)                        | 12                 |
| Chilleurs-aux-Bois          | 45095      | Chilleurois                 | 52,22            | 2 103 (2022)                      | 40                 |
| Courcy-aux-Loges            | 45111      | Courcéens                   | 20,9             | 453 (2022)                        | 22                 |
| Dadonville                  | 45119      | Dadonvillois                | 18,21            | 2 363 (2022)                      | 130                |
| Engenville                  | 45133      | Engenvillois                | 18,1             | 539 (2022)                        | 30                 |
| Escrennes                   | 45137      | Escrennois                  | 11,55            | 711 (2022)                        | 62                 |
| Estouy                      | 45139      | Estoviens                   | 18,07            | 512 (2022)                        | 28                 |
| Givraines                   | 45157      | Givrainois                  | 11,26            | 420 (2022)                        | 37                 |
| Guigneville                 | 45162      | Guignevillois               | 32,01            | 541 (2022)                        | 17                 |
| Intville-la-Guétard         | 45170      | Intvillois                  | 4,88             | 175 (2022)                        | 36                 |
| Laas                        | 45177      | Légatiens                   | 6,6              | 241 (2022)                        | 37                 |
| Mareau-aux-Bois             | 45195      | Mareauboisiens              | 11,61            | 565 (2022)                        | 49                 |
| Marsainvilliers             | 45198      | Marsainvillois              | 10,82            | 313 (2022)                        | 29                 |
| Morville-en-Beauce          | 45217      | Morvillois                  | 11,02            | 175 (2022)                        | 16                 |
| Pannecières                 | 45246      | Pannecièrois                | 7,02             | 116 (2022)                        | 17                 |
| Pithiviers                  | 45252      | Pithivériens                | 6,94             | 8 981 (2022)                      | 1 294              |
| Ramoulu                     | 45260      | Ramoulusiens                | 11,96            | 246 (2022)                        | 21                 |
| Rouvres-Saint-Jean          | 45263      | Roviers                     | 10,1             | 299 (2022)                        | 30                 |
| Santeau                     | 45301      | Santoliens                  | 8,71             | 393 (2022)                        | 45                 |
| Sermaises                   | 45310      | Sarmates                    | 21,25            | 1 703 (2022)                      | 80                 |
| Thignonville                | 45320      | Thignonvillois              | 9,16             | 388 (2022)                        | 42                 |
| Vrigny                      | 45347      | Vrignois                    | 16,14            | 797 (2022)                        | 49                 |
| Yèvre-la-Ville              | 45348      | Evarois                     | 26,77            | 666 (2022)                        | 25                 |

## Démographie
| 1968   | 1975   | 1982   | 1990   | 1999   | 2010   | 2015   | 2021   |
| ------ | ------ | ------ | ------ | ------ | ------ | ------ | ------ |
| 21 508 | 23 266 | 24 006 | 25 443 | 26 636 | 28 116 | 29 371 | 29 208 |

## Organisation

### Conseil communautaire
Le nombre et la répartition des sièges au sein de l’organe délibérant de la communauté de communes du Pithiverais est arrêté selon les modalités prévues aux II et III de l'article L 5211-6-1 du CGCT. Ainsi le conseil communautaire compte 55 sièges répartis en fonction du nombre d'habitants de chaque commune.

## Compétences
La Communauté de Communes du Pithiverais exerce de plein droit en lieu et place de ses communes membres les compétences obligatoires, supplémentaires et facultatives, par arrêté préfectoral du 1er février 2024, telles que définies ci-après :

### Compétences obligatoires
- Aménagement de l'espace pour la conduite d'actions d'intérêt communautaire ; schéma de cohérence territoriale et schéma de secteur ;
- Actions de développement économique dans les conditions prévues à l'article L.4251-17 du CGCT ; création, aménagement, entretien et gestion de zones d'activité industrielle, commerciale, tertiaire, artisanale, touristique, portuaire ou aéroportuaire ; politique locale du commerce et soutien aux activités commerciales d'intérêt communautaire ; promotion du tourisme, dont la création d'offices de tourisme ;
- Aménagement, entretien et gestion des aires d'accueil des gens du voyage ;
- Collecte et traitement des déchets des ménages et déchets assimilés ;
- Gestion des milieux aquatiques et prévention des inondations, dans les conditions prévues à l'article L.211-7 du Code de l'environnement ;
- Assainissement des eaux usées, dans les conditions prévues à l'article L. 2224-8 ;
- Eau.

### Compétences supplémentaires
- Politique du logement et du cadre de vie ;
- Création, aménagement et entretien de la voirie ;
- Construction, entretien et fonctionnement d'équipements culturels et sportifs d'intérêt communautaire et d'équipements de l'enseignement pré-élémentaire et élémentaire d'intérêt communautaire ;
- Action sociale d'intérêt communautaire.

### Compétences facultatives
- Acquisition, aménagement et gestion des terrains d'implantation de la piste de l'aérodrome de Pithiviers-le-Vieil et de la base de loisirs de Bellebat,
- Contribution au Syndicat départemental de fourrière animale ;
- Contribution au Service départemental d'Incendie et de Secours (SDIS).